# Akranes

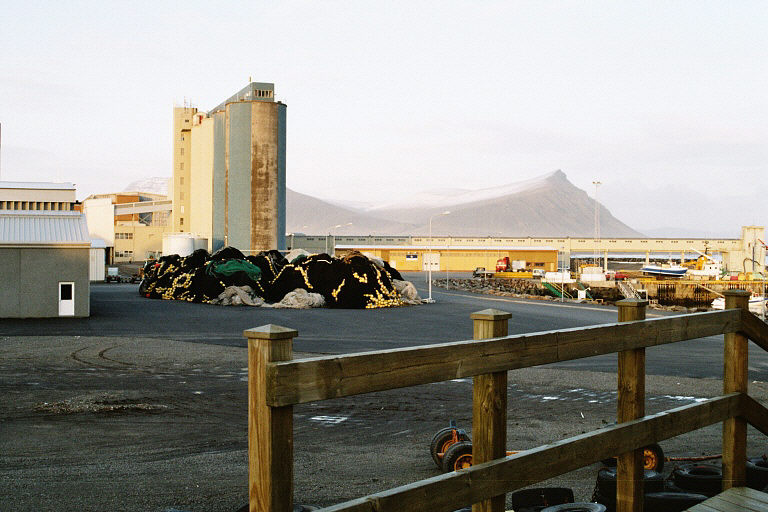
Přístav v Akranesu

Akranes je přístavní město na západě Islandu. Na jeho rozloze 9 km² žilo k 1. lednu 2014 6 699 obyvatel. Leží ve stejnojmenné obci, ale její celý název je Akraneskaupstaður.
Město leží na jihozápadě Islandu u pobřeží zálivu Faxaflói v Atlantském oceánu. Leží na poloostrově mezi zálivy Hvalfjörður a Leirárvogur. U pobřeží je plochý, ale uprostřed se tyčí hora Akrafjall měřící až 643 m. Leží 25 kilometrů severozápadně od Reykjavíku. Je devátým největším městem na Islandu.
Kniha Landnámabók, která popisuje osidlování Islandu píše, že Akranes byl poprvé osídlen v roce 880. Založen ale byl až v 19. století jako rybářská vesnice. Od roku 1942 se počet obyvatel prudce zvyšuje.
Pro snadnější dopravu k hlavnímu městu zde byl v roce 1998 postaven podmořský tunel Hvalfjörður.
Fotbal má ve městě dlouhou tradici, místní klub ÍA je jeden z nejlepších fotbalových klubů na Islandu.

## Obyvatelstvo
| Rok  | Počet obyv. |
| ---- | ----------- |
| 1920 | 928         |
| 1981 | 5267        |
| 1997 | 5127        |
| 2003 | 5582        |
| 2004 | 5655        |
| 2005 | 5782        |
| 2006 | 5955        |
| 2007 | 6345        |
| 2014 | 6699        |